# Lokomotiva 113
Lokomotiva řady 113 je elektrická lokomotiva na stejnosměrný proud určená pro vedlejší tratě elektrizované napájecí soustavou 1,5 kV. Vyrobila ji plzeňská firma Škoda v roce 1973 s typovým označením Škoda 33E. Patří k československým lokomotivám tzv. II. generace.

## Vývoj
Počátkem 70. let se již blížil konec ekonomické životnosti starších lokomotiv řady 100, proto bylo rozhodnuto o dodávce malé série nových lokomotiv odvozených od řady 110 určené pro napájecí systém 3 kV. Zároveň mělo dojít k definitivnímu odstavení starých předválečných lokomotiv (řady E 423.0 a E 424.0), které už sice sloužily pouze jako záložní, přesto se ale na trať čas od času podívaly. Šest strojů tehdejší řady E 426.0 pro napájecí systém 1,5 kV bylo v roce 1973 dodáno do dep v Táboře a Českých Budějovicích (pracoviště Vyšší Brod).

## Konstrukce
Lokomotiva je kapotová se středovým věžovitým stanovištěm strojvedoucího. Pohánějí ji čtyři elektromotory, pro každé dvojkolí jeden. Oproti řadě 110 byly od výroby motory řazeny trvale do série, což vedlo ke snížení výkonu i maximální rychlosti. Po rekonstrukci mají tři stroje i sérioparalelní řazení motorů, díky čemuž dosahují obdobných parametrů výkonu a rychlosti jako řada 110 (díky shodnému pojezdu s řadou 110 byla maximální rychlost sjednocena na 80 km/h, teoretický výkon na systému 3 kV je taktéž 800 kW). Elektřinu lokomotiva odebírá pomocí jednoho sběrače na střeše kabiny pro strojvedoucího.

## Provoz
Lokomotivy jsou sice svou konstrukcí předurčeny pro posun, ale jsou též vybaveny zařízením pro elektrické vytápění vlaků, proto se používají i v osobní dopravě. Po jejich dodání došlo k odstavení starých lokomotiv a řada 100 přešla spíše do osobní dopravy, přesto jsou obě řady brány jako univerzální. Od počátku sloužily na tratích Tábor - Bechyně a Rybník - Lipno; depo Tábor obdrželo z výroby stroje čísel 001–003, zbylé tři přišly do Vyššího Brodu. Dvacet let sloužily na obou tratích řady 100 i 113 v podstatě beze změn, až v roce 1995 byly na lipenské trati doplněny stroji 110.118 a 147, které vznikly úpravou dvou kusů běžné řady 110. Díky tomu přešla řada 100 už jen do zálohy a jedna lokomotiva byla i zrušena a sešrotována.
Dalším milníkem v provozu této řady bylo po roce 2000 rozhodnutí změnit na trati Rybník - Lipno na napájecí soustavu na střídavý systém 25 kV/50 Hz, kterým byla právě elektrifikována přípojná trať z Českých Budějovic do Summerau. Mezi Rybníkem a Vyšším Brodem byl stejnosměrný provoz slavnostně ukončen 17. října 2003, do Lipna se jezdilo ještě do 14. dubna 2004 - vůbec poslední stejnosměrný osobní vlak na trati odvezla lokomotiva 113.005. Poté obě řady místní trať opustily - lokomotiva 113.004 a oba zdejší stroje řady 100 byly převezeny do Tábora, lokomotivy 113.005 a 006 se v Táboře zdržely přibližně měsíc a pak byly předány do Prahy Vršovic, kde se podrobily rekonstrukci pro provoz na soustavě 3 kV a lokomotivy byly označeny 110.205 a 206. Už po několika letech však byly obě lokomotivy odstaveny a sešrotovány. Lokomotivy 110.147 a 110.118 se v Táboře taky měsíc zdržely asi měsíc a obě lokomotivy společně s 113.006 zasáhly i do provozu na „Bechyňce“.
Zbylé čtyři stroje tak zůstaly pouze na trati do Bechyně. Stroj 113.004 dostal v létě 2005 nový zeleno-krémový lak se kterým lokomotiva jezdil necelý rok, než byl odstaven a použit jako zdroj náhradních dílů pro zbylé lokomotivy. V provozu tedy byly pouze první tři vyrobené kusy. 1. září 2007 provoz poznamenala nehoda, kdy vlak Os 28406 sestavený z lokomotivy 113.002, osobního/služebního vozu BDs450 a patrového vozu Bmto292 vykolejil na výjezdu z Tábora. Hmotné škody byly minimální, jako příčina byla shledána závada geometrických parametrů koleje – projektovaná hodnota vzepětí koleje 100 mm byla v místě 2 metry před místem vykolejení překročena o 25 mm, ačkoliv maximální povolená odchylka je jen 20 mm. Po této nehodě byl provoz patrových vozů na bechyňské trati zakázán a do souprav řazeny jiné vozy.
Vzhledem k neefektivnosti a menší flexibilitě (nutnost objíždění v koncových stanicích) souprav tažených lokomotivou byl provoz řady 113 na „Bechyňce“ s novým jízdním řádem 2010/2011 zastaven, na trať byly nasazeny ekonomičtější motorové jednotky řady 814 a lokomotivy zůstaly v táborském depu odstaveny bez využití. Později však byl tento krok přehodnocen a především kvůli špatným trakčním vlastnostem řady 814 na podzim a v zimě vyjela řada 113 na trať od prosince 2013 znovu, a to v čele souprav lehkých dvounápravových vozů řady Btax780. Tento systém ale vydržel pouhý jeden rok, poté bylo její nasazení opět omezeno a v jízdním řádu 2014/2015 se s ní setkáme na pouhých dvou párech vlaků, a to pouze v pracovní dny. Zbylé vlaky opět zajišťuje řada 814. 
V jízdním řádu 2019/2020 se lokomotivy 113 s vozy řady BDtax782 opět objevují na všech vlacích do Bechyně a zpět. Aktuálně (1/2020) jsou po několika letech provozní všechny existující lokomotivy zmíněné řady. V případě neschopnosti více lokomotiv 113 jsou nahrazeny motorovými jednotkami 814. Je také navýšen počet párů vlaku. Všechny lokomotivy 113 spadají pod OCÚ Západ, SÚ Tábor.

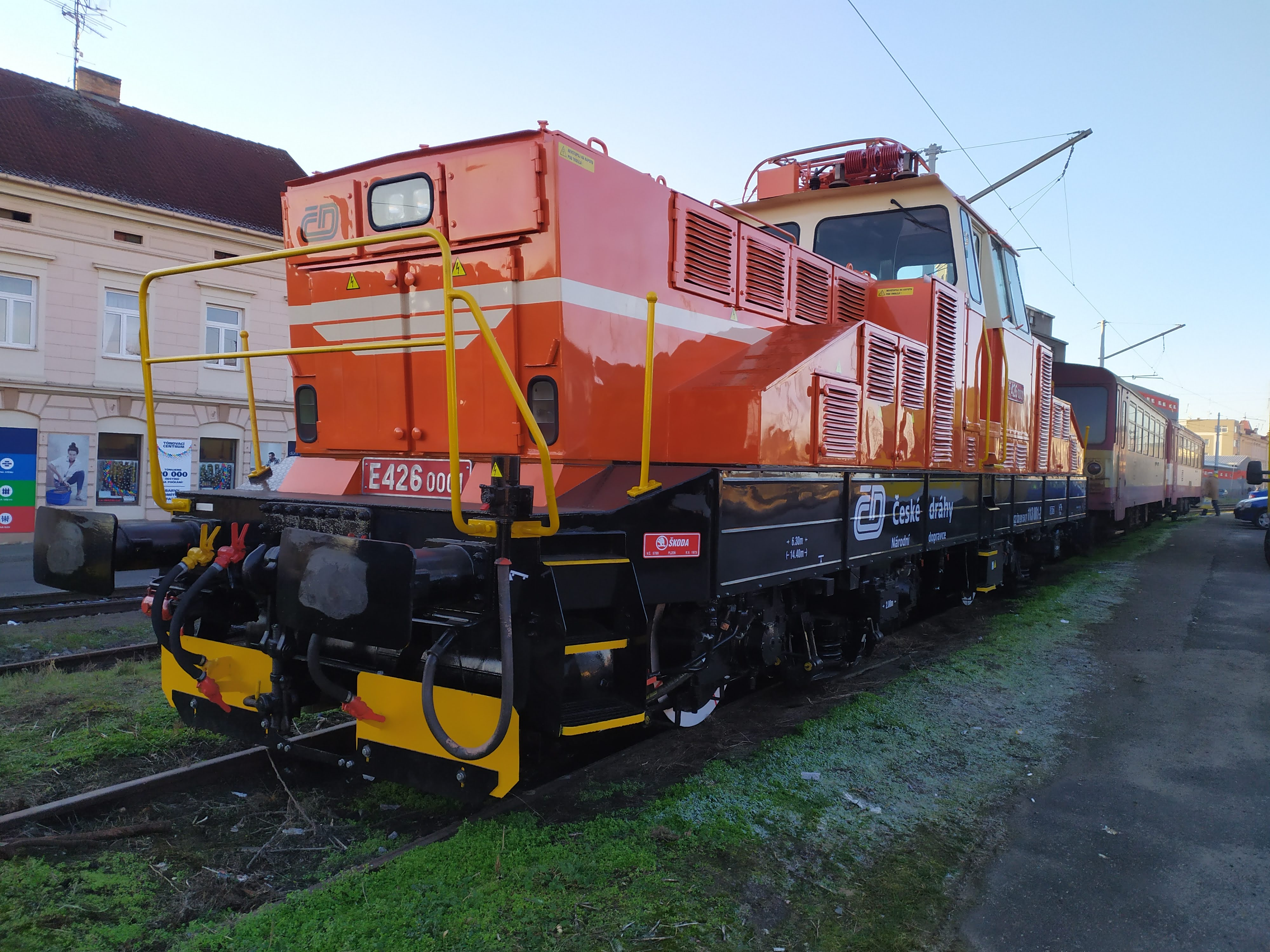
Odstavená lokomotiva 113.001 v Táboře

Po několikaletém odstavení lokomotivy 113.001 byla přistavena do DPOV Přerov k hlavní opravě. Z dílen se vrátila před Štědrým dnem v roce 2019 a nakonec poprvé po opravě vyjela 31. prosince 2019. Opravená lokomotiva obdržela tovární oranžovo-krémový lak a cedulky se starým označením (E 426.0001). Společně s lokomotivou 113.001 byly do SÚ Tábor dodány i 3 vozy BDtax782 v retro nátěru s vyššími sedačkami a stahovacími okny. V květnu 2020 byla také lokomotiva 113.002 přistavena na opravu do DPOV Přerov. Po opravě nosí zeleno-krémový retro nátěr s výstražnými oranžovými pruhy na čelech a obdržela též cedulky s původním označením (E 426.0002).